# NGC 612
NGC 612 este o galaxie lenticulară situată în constelația Sculptorul. A fost descoperită în 29 noiembrie 1837 de către John Herschel.